# Griselda (seriál)
Griselda je americká dramatická kriminální minisérie režiséra Andrého Baize, ke které napsali scénář Doug Miro a Ingrid Escajeda. V hlavní roli účinkuje Sofía Vergara jako Griselda Blanco, notoricky známá kolumbijská obchodnice s kokainem. Šestidílná minisérie měla premiéru dne 25. ledna 2024 na platformě Netflix.

## Obsazení

### Hlavní role
- Sofía Vergara jako Griselda Blanco, prominentní kolumbijská narkobaronka v obchodu s kokainem v Miami na Floridě v 80. letech 20. století, známá také jako „kokainová kmotra“.
- Alberto Guerra jako Darío Sepúlveda, třetí manžel Griseldy
- Martin Rodriguez jako Jorge „Rivi“ Ayala-Rivera, nájemný vrah Griseldy
- Juliana Aidén Martinez jako June Hawkins
- Vanessa Ferlito jako Isabel
- Christian Tappan jako Arturo Mesa

### Vedlejší role
- José Zúñiga jako Amilcar
- José Velázquez jako Uber, syn Griseldy
- Orlando Pineda jako Dixon, nejstarší syn Griseldy
- Martín Fajardo jako Ozzy, nejmladší syn Griseldy
- Fredy Yate jako Chucho Castro
- Camilo Jiménez Varón jako Rafa Salazar
- Diego Trujillo jako German Panesso
- Maximiliano Hernández jako Papo Mejía, konkurenční kolumbijský překupník
- Michael Reilly Burke jako kapitán Sweetwater
- Carolina Giraldo jako Carla, kamarádka a důvěrnice Griseldy, prostitutka z Medellínu, která jí pomáhá pašovat drogy do USA
- Paulina Dávila jako Isabela, blízká přítelkyně Griseldy z Medellínu.
- Alejandro Barrios jako Horatio, bodyguard Papa
- Gabriel Sloyer jako Raúl Díaz, partner Hawkinse
- Julieth Restrepo jako Marta Ochoa, sestřenice bratrů Ochoa (oba vysoce postavení členové kartelu Medellín)

### Hostující role
- Alberto Ammann jako Alberto Bravo, druhý manžel Griseldy, který ji přivedl k obchodu s drogami
- Ernesto Alterio jako Fernando, bratr Alberta
- Wilmer Calderon jako Johnny
- Alberto Mateo jako Eddie „The Bird“ Rancón
- Kayla Eva jako Frida
- Julian Obradors jako Eric
- Taylor Handley jako Billy Jensen
- Edgardo González jako Emilio
- David Piggott jako Max Mermelstein
- David Zaldivar jako Rigo
- Christian Gnecco-Quintero jako Fabio Ochoa
- Oscar Camacho jako Miguelito
- Goya Robles jako Monkey Morales
- Marlene Forte jako Esmeralda, matka Riga
- Carter MacIntyre jako Al Singleton
- Jeffrey Vincent Parise jako John Roberts
- Natalie Masini jako Sheila
- Michael Andrew Baker jako Rodney

## Seznam dílů
| Č. v seriálu | Původní název      | Český název        | Režie       | Scénář                                                                                             | Premiéra na Netflixu |
| ------------ | ------------------ | ------------------ | ----------- | -------------------------------------------------------------------------------------------------- | -------------------- |
| 1            | Lady Comes to Town | Dáma přichází      | Andrés Baiz | námět: Doug Miro, Eric Newman, Carlo Bernard a Ingrid Escajeda scénář: Ingrid Escajeda a Doug Miro | 25. ledna 2024       |
| 2            | Rich White People  | Bohatí běloši      | Andrés Baiz | Brenna Kouf, Cassie Pappas a Doug Miro                                                             | 25. ledna 2024       |
| 3            | Mutiny             | Vzpoura v Mutiny   | Andrés Baiz | námět: Doug Miro, Turi Meyer a Alfredo Septién scénář: Doug Miro                                   | 25. ledna 2024       |
| 4            | Middle Management  | Střední management | Andrés Baiz | námět: Doug Miro a Gina Lucita Monreal scénář: Doug Miro                                           | 25. ledna 2024       |
| 5            | Paradise Lost      | Ztracený ráj       | Andrés Baiz | Doug Miro & Ingrid Escajeda & Giovanna Sarquis                                                     | 25. ledna 2024       |
| 6            | Adios, Miami       | Adios, Miami       | Andrés Baiz | námět: Doug Miro & Ingrid Escajeda scénář: Doug Miro                                               | 25. ledna 2024       |